# HD222701
HD222701 — хімічно пекулярна зоря спектрального класу A4, що має видиму зоряну величину в смузі V приблизно 7,5.
Вона  розташована на відстані близько 497,9 світлових років від Сонця.